# 418 (nombre)
Cet article concerne le nombre 418. Pour l'année, voir 418.
418 (quatre cent dix-huit) est l'entier naturel qui suit 417 et qui précède 419.

## En mathématiques
Quatre cent dix-huit est :
- un nombre sphénique,
- un 71-gonal.

## Dans d'autres domaines
Quatre cent dix-huit est aussi :
- un code indicatif régionale dans la province de Québec.
- Années historiques : -418, 418